# High Point (Carolina del Nord)
High Point è una città degli Stati Uniti d'America, divisa tra le contee di Guilford, Davidson, Randolph e Forsyth, nello Stato della Carolina del Nord.
La popolazione era di 101 835 abitanti nel censimento del 2009.